# 8111 Hoepli
8111 Hoepli eller 1995 GE är en asteroid i huvudbältet som upptäcktes den 2 april 1995 av de båda italienska astronomerna Valter Giuliani och Augusto Testa vid Sormano-observatoriet. Den är uppkallad efter Ulrico Hoepli.
Asteroiden har en diameter på ungefär 6 kilometer och den tillhör asteroidgruppen Eunomia.